# Disocactus
Disocactus Lindl., 1845 è un genere di piante succulente epifite della famiglia delle Cactacee, diffuso in messico e America centrale.

## Descrizione
Privi di spine, presentano un fusto alquanto piatto e di color giallo-verde.
Producono fiori di colore rosa che, in natura, possono raggiungere le dimensioni della pianta stessa.

## Tassonomia
Il genere comprende le seguenti specie:
- Disocactus ackermannii (Haw.) Ralf Bauer
- Disocactus anguligerum (Lem.) M.Á.Cruz & S.Arias
- Disocactus aurantiacus (Kimnach) Barthlott
- Disocactus biformis (Lindl.) Lindl.
- Disocactus crenatus (Lindl.) M.Á.Cruz & S.Arias
- Disocactus eichlamii (Weing.) Britton & Rose
- Disocactus × kimnachii G.D.Rowley
- Disocactus lepidocarpus (F.A.C.Weber) M.Á.Cruz & S.Arias
- Disocactus lodei Véliz, L.Velásquez & R.Puente
- Disocactus macdougallii (Alexander) Barthlott
- Disocactus macranthus (Alexander) Kimnach & Hutchison
- Disocactus nelsonii (Britton & Rose) Linding.
- Disocactus phyllanthoides (DC.) Barthlott
- Disocactus quezaltecus (Standl. & Steyerm.) Kimnach
- Disocactus salvadorensis Cerén, J.Menjívar & S.Arias
- Disocactus speciosus (Cav.) Barthlott

## Coltivazione
Sono piante abbastanza delicate, che necessitano di una media annaffiatura circa una-due volte a settimana d'estate, ed una ogni due-tre settimane d'inverno; la temperatura minima che possono sopportare è di 10° sopra lo zero. Gradiscono frequenti concimazioni nel periodo tardo primaverile-estivo da maggio a settembre.